# Concert du nouvel an 1999 à Vienne
Le concert du nouvel an 1999 de l'orchestre philharmonique de Vienne, qui a lieu le 1er janvier 1999, est le 59e concert du nouvel an donné au Musikverein, à Vienne, en Autriche. Il est dirigé pour la dixième fois par le chef d'orchestre américain Lorin Maazel, trois ans après sa précédente apparition.
Johann Strauss II y est toujours le compositeur principal, et son père Johann présente deux œuvres en plus de sa célèbre Marche de Radetzky qui clôt le concert. Cependant, pour la première fois depuis 1976, son frère Josef n'est pas au programme du concert.
Seules deux pièces sur les dix-neuf au total sont jouées pour la première fois au concert du nouvel an. En outre, Lorin Maazel tient aussi le violon sur une valse.

## Programme

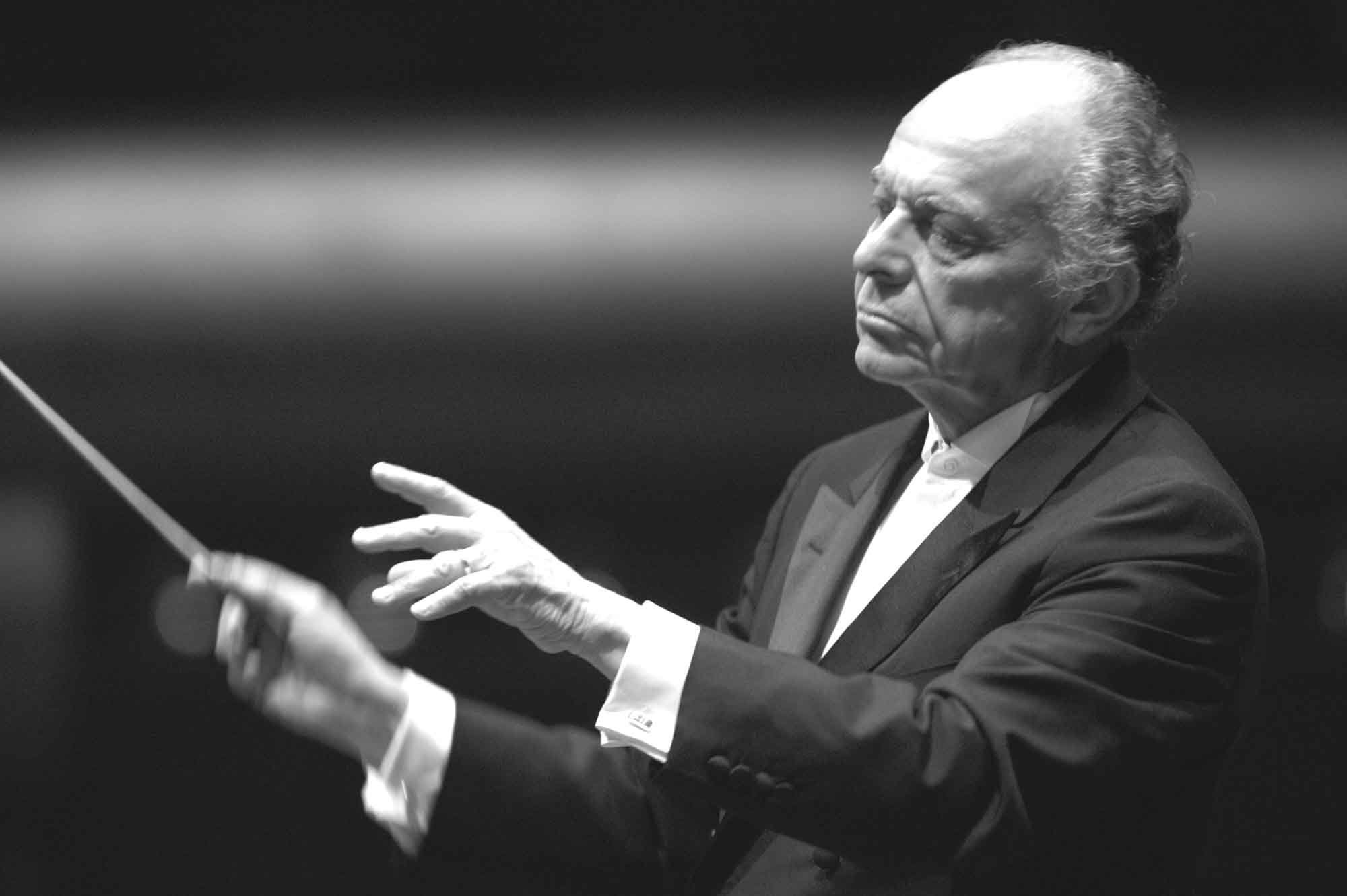
Le chef Lorin Maazel (en 2003)

Les pièces suivies d'un astérisque (*) sont jouées pour la première fois.

### Première partie
1. Johann Strauss II : Épigramme, valse, op. 1
2. Johann Strauss II : Scherz-Polka, polka, op. 72, pour violon solo et orchestre, arrangements de Michael Rot
3. Johann Strauss II : Ein Herz, ein Sinn, polka-mazurka, op. 323
4. Johann Strauss : Furioso-Galopp, galop, d'après des mélodies de Franz Liszt, op. 114*
5. Johann Strauss II : Histoires de la forêt viennoise, valse, op. 325, pour violon solo et orchestre dans l'introduction et la coda, violon joué par Lorin Maazel
6. Johann Strauss II : Tritsch-Tratsch-Polka, polka rapide, op. 214

### Deuxième partie
1. Johann Strauss II : Kaiser-Franz-Joseph-I.-Rettungs-Jubel-Marsch, marche, op. 126
2. Johann Strauss II : Donauweibchen, valse, op. 427
3. Johann Strauss II : Hopser, polka, op. 28*
4. Johann Strauss II : Spleen, polka-mazurka, op. 197
5. Johann Strauss : valse à la Paganini
6. Johann Strauss II : Fledermaus-Quadrille, quadrille, op. 363
7. Johann Strauss II : Künstlerleben, valse, op. 316
8. Johann Strauss II : Banditen-Galopp, galop, op. 378
9. Johann Strauss II : Bitte schön, polka française, op. 372
10. Johann Strauss II : Unter Donner und Blitz, polka rapide, op. 324

### Rappels
1. Johann Strauss II : Perpetuum mobile. Ein musikalischer Scherz, scherzo, op. 257
2. Johann Strauss II : Le Beau Danube bleu, valse, op. 314
3. Johann Strauss : Marche de Radetzky, marche, op. 228